# Zhang Ziyi
Ziyi Zhang (n. 6 februarie 1979, Beijing, China) este o actriță chineză renumită pentru rolurile ei în filmele Tigru și dragon, Eroul, Casa săbiilor zburătoare și Memoriile unei gheișe.

## Biografie
Zhang Ziyi s-a născut la Beijing într-o familie din clasa de mijloc. Tatăl ei este economist guvernamental, iar mama ei este educatoare la o grădiniță. Are un frate mai mare, Zhang Zinan. La vârsta de 11 a început să studieze muzica folk și dansul modern la Beijing Dance Academy.
În 1996, la vârsta de 17 ani, Ziyi Zhang a intrat la China Central Drama College, cea mai bună școală de actorie.

### 1999-2002
Zhang a apărut pentru prima dată pe marele ecran pe când era încă studentă la China Central Drama College, când i s-a oferit rolul principal în filmul regizat de Zhang Yimou, The Road Home (1998). Plasat în timpul “Revoluției culturale” din China anilor 1950, filmul prezintă povestea intimă a primei iubiri trăite de o tânără fată. The Road Home a obținut Ursul de argint - marele premiu al juriului la Festivalul Filmului de la Berlin din 2000 (a 50-a ediție).
După rolul de debut din The Road Home, Zhang Ziyi a dat viață unei interpretări apreciate de criticii de specialitate în filmul Tigru și dragon - regia Ang Lee), în anul 2000. Crouching Tiger, Hidden Dragon a fost nominalizat la nu mai puțin de 125 de premii în 2000 si 2001, câștigând premiul Oscar pentru ’Cel mai bun film străin’. La rândul ei, Zhang a obținut 14 nominalizări, fiind distinsă cu premiul Independent Spirit 2001 și premiul Toronto Film Critics Association 2000, printre altele.

## Filmografie
| An   | Titlu                                                 | Rol                         | Comentariu |
| ---- | ----------------------------------------------------- | --------------------------- | --- |
| 1996 | Touching Starlight 星星點燈                           | Chen Wei                    | |
| 1999 | Drumul spre casă 我的父親母親                         | Zhao Di                     | Premiul celor o sută de flori pentru Cea mai bună actriță |
| 2000 | Tigru și dragon 臥虎藏龍                              | Jen                         | Premiul Chicago Film Critics' Association la categoria Cea mai promițătoare actriță Premiul Golden Bauhinia la categoria Cea mai bună actriță în rol secundar Premiul Spiritului Intependent pentru Cea mai bună actriță în rol secundar Premiile MTV pentru film la categoria Cea mai bună luptă (împotriva tuturor clienților unui bar) Premiul Toronto Film Critics Association la categoria Cel mai bun rol secundar feminin Young Artist Awards pentru Cea mai bună tânără actriță într-un film internațional Nominalizată la Premiul Saturn pentru cea mai bună actriță într-un rol secundar Nominalizată la Premiul BAFTA pentru Cea mai bună actriță în rol secundar Nominalizată de Chicago Film Critics Association la categoria Cea mai bună actriță în rol secundar Nominalizată la Golden Horse Film Festival la categoria Cea mai bună actriță Nominalizată la Hong Kong Film Awards la categoria Cea mai bună actriță Nominalizată de Los Angeles Film Critics Association la categoria Cea mai bună actriță în rol secundar Nominalizată la Premiile MTV pentru film la categoria Debut feminin Nominalizată de Online Film Critics Society la categoria Cea mai bună actriță în rol secundar Nominalizată la Teen Choice Awards la categoria Cel mai bun debut |
| 2001 | Ora de vârf 2 尖峰时刻                                | Hu Li                       | Nominalizată la Premiul Kids' Choice pentr Cea mai bună actriță într-un rol de acțiune Nominalizată la Premiile MTV pentru film la categoria Cel mai bun antierou |
| 2001 | The Legend of Zu 蜀山傳                               | Joy                         | |
| 2001 | Musa, prințesa războinică 武士                        | Prințesa Bu-yong            | |
| 2002 | Eroul Hero 英雄                                       | Luna                        | Nominalizată la Hong Kong Film Awards la categoria Cea mai bună actriță în rol secundar |
| 2003 | Fluturele purpuriu 紫蝴蝶                             | Cynthia / Ding Hui          | |
| 2003 | My Wife is a Gangster 2 我老婆是大佬2                 | Conducătorul gangsterilor   | |
| 2004 | 2046                                                  | Bai Ling                    | Hong Kong Film Awards la categoria Cea mai bună actriță Hong Kong Film Critics Society Award la categoria Cea mai bună actriță Nominalizată la Chlotrudis Award la categoria Cea mai bună actriță în rol secundar Nominalizată la Golden Horse Film Festival la categoria Cea mai bună actriță Nominalizată de National Society of Film Critics la categoria Cea mai bună actriță în rol secundar Nominalizată la Premiul criticilor de film din New York pentru cea mai bună actriță |
| 2004 | Casa săbiilor zburătoare 十面埋伏                     | Mei                         | Nominalizată la Premiul Saturn pentru Cea mai bună actriță Premiul Huabiao la categoria Actriță excelentă Nominalizată la Premiul BAFTA pentru Cea mai bună actriță în rol principal Nominalizată la Premiul celor o sută de flori pentru Cea mai bună actriță Nominalizată la Premiile MTV pentru film la categoria Cea mai bună luptă (împotriva gărzilor imperiale) |
| 2004 | Floare de iasomie 茉莉花開                            | Mo/Li/Hua                   | Premiul Golden Rooster la categoria Cea mai bună actriță Nominalizată la Premiile Huabiao la categoria Actriță excelentă |
| 2005 | Princess Racoon 貍御殿                                | Tanukihime                  | |
| 2005 | Memoriile unei gheișe                                 | Chiyo Sakamoto/Sayuri Nitta | Nominalizată la Premiul BAFTA pentru Cea mai bună actriță în rol principal Nominalizată la Globul de Aur pentru Cea mai bună actriță într-o dramă Nominalizată la Image Awards la categoria Actriță excelentă Nominalizată la Premiile MTV pentru film la categoria Cea mai atractivă performanță Nominalizată la Premiul criticilor de film din New York pentru Cea mai bună actriță Nominalizată la Premiile Satellite la categoria Cea mai bună actriță de dramă Nominalizată de Screen Actors Guild Awards la categoria Cea mai bună performanță feminină în rol principal |
| 2006 | The Banquet 夜宴                                      | Împărăteasa Wan             | Nominalizată la Asian Film Awards la categoria Cea mai bună actriță |
| 2007 | Țestoasele ninja                                      | Karai                       | |
| 2008 |                                                       |                             | Premiul Shanghai International Film Festival pentru Contribuții aduse cinematografiei chinezești |
| 2008 | Forever Enthralled 梅蘭芳                             | Meng Xiaodong               | Premiul Huabiao la categoria Actriță excelentă Nominalizată la Golden Horse Film Festival la categoria Cea mai bună actriță în rol secundar Nominalizată pentru Golden Rooster la categoria Cea mai bună actriță |
| 2009 | Horsemen 骑士                                         | Kristen Spitz               | |
| 2009 | Sophie's Revenge 非常完美                             | Sophie                      | |
| 2009 | The Founding of a Republic 建国大业                   | Gong Peng                   | |
| 2011 | Love for Life 最爱                                    | Qinqin                      | Premiul Shanghai Film Critics pentru Cea mai bună actriță Nominalizată la Festivalul de film din Roma pentru Premiul Lancia |
| 2012 | The Grandmasters 一代宗師                             |                             | |
| 2012 | Dangerous Liaisons                                    |                             | |
| 2013 | Love and Let Love                                     |                             | |
| 2013 | Better and Better                                     |                             | |
| 2013 | My Lucky Star                                         |                             | |
| 2014 | The Crossing Part I Refugiul - Partea I 太平轮        | Yu Zhen                     | |
| 2015 | The Crossing Part II Refugiul - Partea II 太平轮·彼岸 | Yu Zhen                     | |
| 2015 | Where's the Dragon?                                   |                             | |
| 2015 | Oh My God                                             |                             | |
| 2016 | Run for Love                                          | 奔爱                        | Zhang Yibai |
| 2016 | The Wasted Times                                      | 罗曼蒂克消亡史              | Cheng Er |
| 2018 | Forever Young                                         | 无问西东                    | Li Fangfang |
| 2018 | The Cloverfield Paradox                               | N/A                         | Julius Onah |
| 2019 | Godzilla: King of the Monsters                        | N/A                         | Michael Dougherty |
| 2020 | Godzilla vs. Kong                                     | N/A                         | |